# Stepa Stepanović
Stepan "Stepa" Stepanović (em sérvio:  Степан Степа Степановић, pronounciado [stɛ̌ːpa stɛpǎːnoʋitɕ]; 11 de março de 1856 — 29 de abril de 1929) foi um comandante militar sérvio que lutou nas guerras Sérvio-Otomana, Servo-búlgara, na primeira e segunda Guerras dos Balcãs e na Primeira Guerra Mundial. Ele havia se alistado no exército em 1874 e foi trilhando uma carreira militar extremamente bem sucedida. Ele posteriormente foi promovido para o cargo de Ministro da Guerra e foi o responsável pela reconstrução do exército sérvio. Em um dos seus comandos mais notáveis, em 1914, ele derrotou os austro-húngaros na Batalha de Cer, no contexto da Campanha Balcânica, e foi posteriormente promovido a Marechal de Campo. Ele faleceu em abril de 1929, quase uma década depois de se aposentar. Stepa segue até os dias atuais como um dos heróis nacionais da Sérvia.